# Essa Boneca Tem Manual
 (janvier 2018).
Albums de Vanessa da Mata
Vanessa da Mata
(2002) Sim
(2007)
Singles
1. Eu sou neguinha?
Sortie : Janvier 2004
2. Ai, ai, ai...
Sortie : Février 2004
3. Ai, ai, ai... (Remix)
Sortie : Février 2004
4. Ainda Bem
Sortie : Avril 2004
5. Música
Sortie : Juin 2004

Essa Boneca Tem Manual est le deuxième album de la chanteuse et compositrice pop MPB brésilienne Vanessa da Mata, sorti en 2004.
L'album est certifié disque d'or (au moins 50 000 exemplaires vendus), au Brésil en 2006, par l'ABPD.

## Liste des titres
Toutes les chansons sont écrites et composées par Liminha et Vanessa da Mata.
| 1.    | Ainda bem                   | 4:31 |
| 2.    | Eu sou neguinha?            | 3:48 |
| 3.    | Eu quero enfeitar você      | 2:59 |
| 4.    | Música                      | 3:07 |
| 5.    | Essa boneca tem manual      | 3:39 |
| 6.    | Ai, ai, ai...               | 4:14 |
| 7.    | Joãozinho                   | 3:55 |
| 8.    | Ela × ele na cidade sem fim | 4:36 |
| 9.    | História de uma gata        | 3:46 |
| 10.   | Não chore, homem            | 3:37 |
| 11.   | Vem                         | 3:16 |
| 12.   | Zé                          | 3:12 |
| 44:39 |                             |      |

| Titre bonus | Titre bonus                           | Titre bonus | Titre bonus | Titre bonus | Titre bonus | Titre bonus | Titre bonus | Titre bonus | Titre bonus |
| No          | Titre                                 | Durée       |             |             |             |             |             |             |             |
| ----------- | ------------------------------------- | ----------- | ----------- | ----------- | ----------- | ----------- | ----------- | ----------- | ----------- |
| 13.         | Ai, ai, ai... (Deep Lick Radio Remix) | 4:50        |             |             |             |             |             |             |             |
| 49:23       |                                       |             |             |             |             |             |             |             |             |